# Schenklengsfeld
Schenklengsfeld is een gemeente in de Duitse deelstaat Hessen, en maakt deel uit van de Landkreis Hersfeld-Rotenburg.
Schenklengsfeld telt 4.336 inwoners.

## Plaatsen in de gemeente Schenklengsfeld
- Dinkelrode
- Erdmannrode
- Hilmes
- Konrode
- Lampertsfeld
- Landershausen
- Malkomes
- Oberlengsfeld
- Schenklengsfeld
- Schenksolz
- Unterweisenborn
- Wehrshausen
- Wippershain
- Wüstfeld

Alheim ·
Bad Hersfeld ·
Bebra ·
Breitenbach a. Herzberg ·
Cornberg ·
Friedewald ·
Hauneck ·
Haunetal ·
Heringen (Werra) ·
Hohenroda ·
Kirchheim ·
Ludwigsau ·
Nentershausen ·
Neuenstein ·
Niederaula ·
Philippsthal (Werra) ·
Ronshausen ·
Rotenburg an der Fulda ·
Schenklengsfeld ·
Wildeck